# Kandounon

Kandounon (altgriechisch Κάνδουον; lateinisch Cantuum) ist ein Ortsname, der in der Geographia des Claudius Ptolemaios als einer der im Innern der Germania magna nördlicher liegenden Orte (πόλεις) mit 33° 00′ Länge (ptolemäische Längengrade) und 51° 50′ (nach der Handschrift „X“) bzw. 51° 20’ Breite angegeben wird. Kandounon liegt damit nach Ptolemaios zwischen Pheugaron und Tropaia Drousou. Wegen des Alters der Quelle kann eine Existenz des Ortes um 150 nach Christus angenommen werden.

## Lokalisierung
Der Ort wurde bisher nicht sicher lokalisiert. Ein interdisziplinäres Forscherteam um Andreas Kleineberg, das die Angaben von Ptolemaios neu untersuchte, lokalisiert Kandounon anhand der Analyse der antiken Koordinaten bei Eisenach in Thüringen. Andere Arbeiten sehen den Ort im Bereich der Steinsburg bzw. in der Nähe von Hildburghausen.